# 帕里什 (阿拉巴马州)
帕里什（英文：Parrish），是美国阿拉巴马州下属的一座城市。面积约为2.09平方英里（约合5.42平方公里）。根据2010年美国人口普查，该市有人口982人，人口密度为469.18/平方英里（约合181.18/平方公里）。